# Ticino (flod)
Ticino er navnet på en italiensk og schweizisk flod der løber fra St. Gotthard-massivet ned gennem Locarno og ud i Lago Maggiore, for derefter at fortsætte sydøstpå i Italien, indtil den slutter sig til Po-floden.
46°28′30″N 8°25′00″Ø / 46.475°N 8.4167°Ø